# Lioré et Olivier LeO H-47
El Lioré et Olivier LeO H-47 fue un hidrocanoa comercial construido en Francia en 1936. Fue diseñado para realizar servicios de pasajeros sobre el Atlántico Sur, pero el estallido de la Segunda Guerra Mundial provocó que el modelo fuera usado por la Armada francesa como avión de patrulla marítima.

## Diseño y desarrollo
En 1934, el Ministerio del Aire francés emitió una especificación en la solicitaba un hidrocanoa de largo alcance para ser usado por Air France en servicios sobre el Atlántico Sur entre Dakar en Senegal y Natal en Brasil. Para ello, la especificación requería que el nuevo transporte fuera capaz de volar 3000 km a una velocidad de 250 km/h, al tiempo que llevaba una carga útil de 1000 kg. Lioré et Olivier recibió un encargo por un prototipo de su diseño para cubrir esta especificación, el LeO H-47, el 10 de agosto de 1935.
El H-47 era un monoplano de ala alta en voladizo, con un casco aerodinámico. La cabina de vuelo, que acomodaba a cinco tripulantes (dos pilotos, un navegante, un radio operador y un mecánico), y una cabina para de cuatro a ocho pasajeros, eran totalmente cerradas y estaban dispuestas dentro del casco del avión. Los cuatro motores Hispano-Suiza 12Y de 660 kW (880 hp) estaban montados en dos parejas tractora-propulsoras sobre el ala.
El prototipo del H-47 voló por primera vez el 25 de julio de 1936, y resultó destruido en un accidente, en mayo de 1937, que fue atribuido al desprendimiento en vuelo de un flotador de punta alar. A pesar de ello, Air France siguió adelante con la compra de cinco máquinas similares (aunque fueron reforzadas), designadas H-470, que entraron en servicio como aviones de correos. Estos aparatos fueron requisados por la Armada francesa al inicio de la Segunda Guerra Mundial.
Los cuatro aviones supervivientes permanecieron en servicio con la Armada de la Francia de Vichy tras el Armisticio francés, sirviendo como transportes entre Francia y Túnez, antes de ser transferidos a Dakar en Senegal en junio de 1941. El último H-470 fue desguazado en agosto de 1943, cuando se agotaron las existencias de repuestos.

## Variantes
H-47
Prototipo de hidrocanoa comercial de cuatro motores, uno construido.
H-470
Versión reforzada del H-47, cinco construidos.

## Operadores
Francia
- Air France
- Aéronavale

## Especificaciones

### Características generales
- Tripulación: Cinco (dos pilotos, un navegante, un radio operador y un mecánico)
- Capacidad: 4 a 8 pasajeros
- Carga: 1000 kg
- Longitud: 21,2 m (69,6 ft)
- Envergadura: 31,8 m (104,3 ft)
- Altura: 7,1 m (23,3 ft)
- Superficie alar: 135 m² (1453,2 ft²)
- Peso vacío: 10 465 kg (23 064,9 lb)
- Peso cargado: 19 713 kg (43 447,5 lb)
- Planta motriz: 4× motor lineal V12 refrigerado por líquido Hispano-Suiza 12Ydrs.
  - Potencia: 650 kW (896 HP; 884 CV) cada uno.
- Hélices: 1× tripala por motor.

### Rendimiento
- Velocidad máxima operativa (Vno): 360 km/h (224 MPH; 194 kt)
- Alcance: 3200 km (1728 nmi; 1988 mi)
- Techo de vuelo: 7000 m (22 966 ft)

## Aeronaves relacionadas

### Secuencias de designación
- Secuencia LeO _/LeO H-_ (interna de Lioré et Olivier): ← LeO H-43 - LeO 45 - LeO H-46 - LeO H-47 - LeO 48 - LeO H-49